# Hortense Dury-Vasselon
Hortense Dury, coniugata Vasselon (Parigi, 14 novembre 1860 – Parigi, 3 gennaio 1924), è stata una pittrice francese specializzata in composizioni floreali.

## Biografia
Allieva del pittore realista francese Antoine Vollon, sposò il pittore Marius Vasselon nel 1882 e con lui visse e lavorò a Montmartre.
Nel 1909 e nel 1923 espose al Salon (Rose e gigli e Rose centifolie); nel 1923 e nel 1924 al Salon d'Hiver.

## Galleria d'immagini

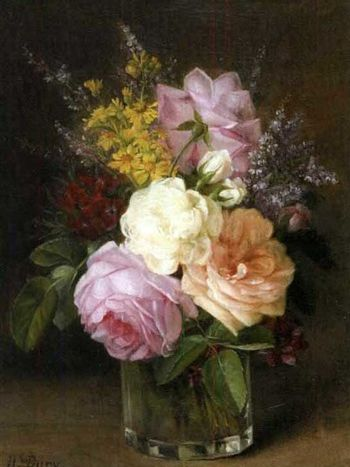
Vaso di rose di Hortense Dury-Vasselon (1901)
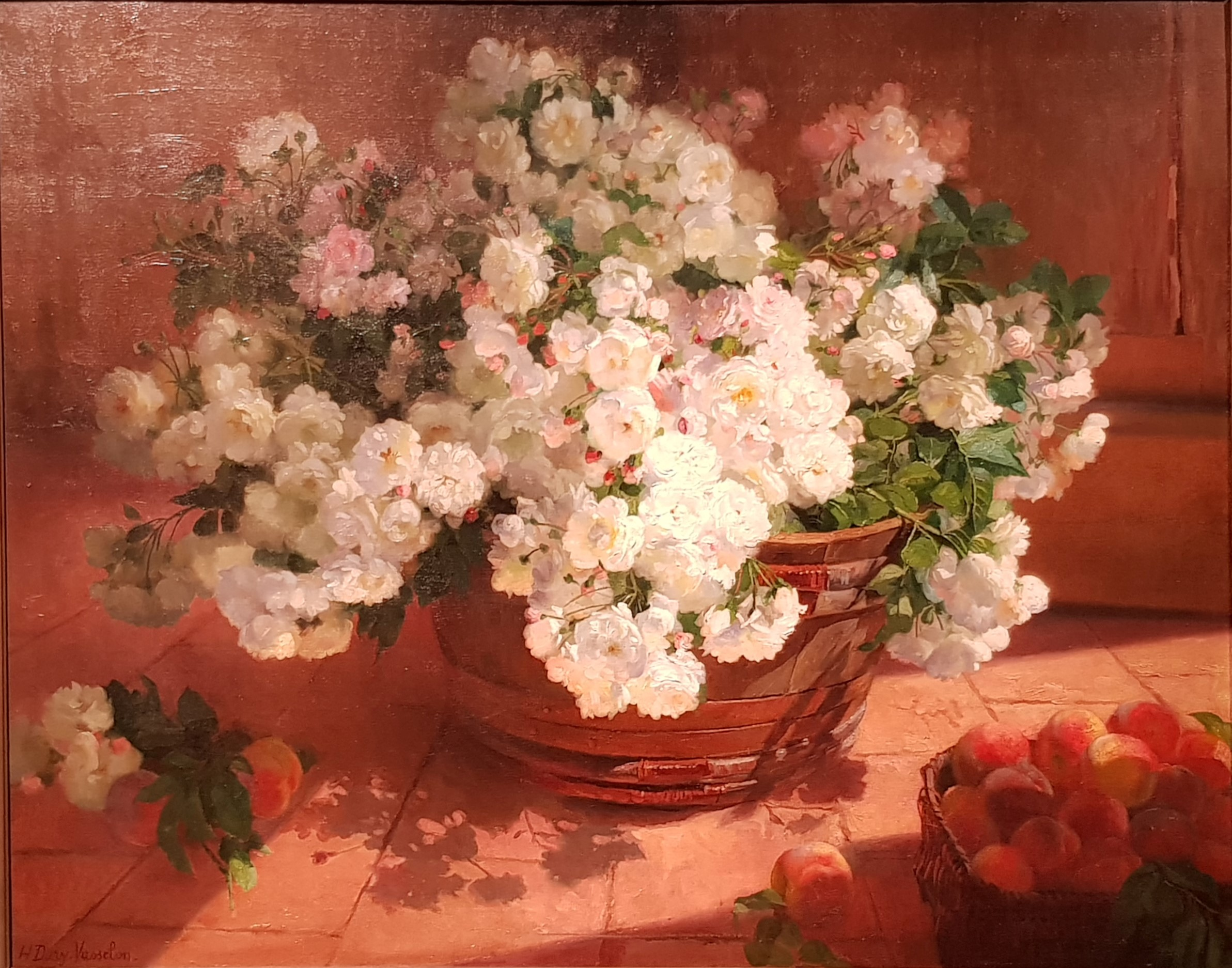
Rose bianche e pesche (1908), Museo delle Belle Arti di Tours
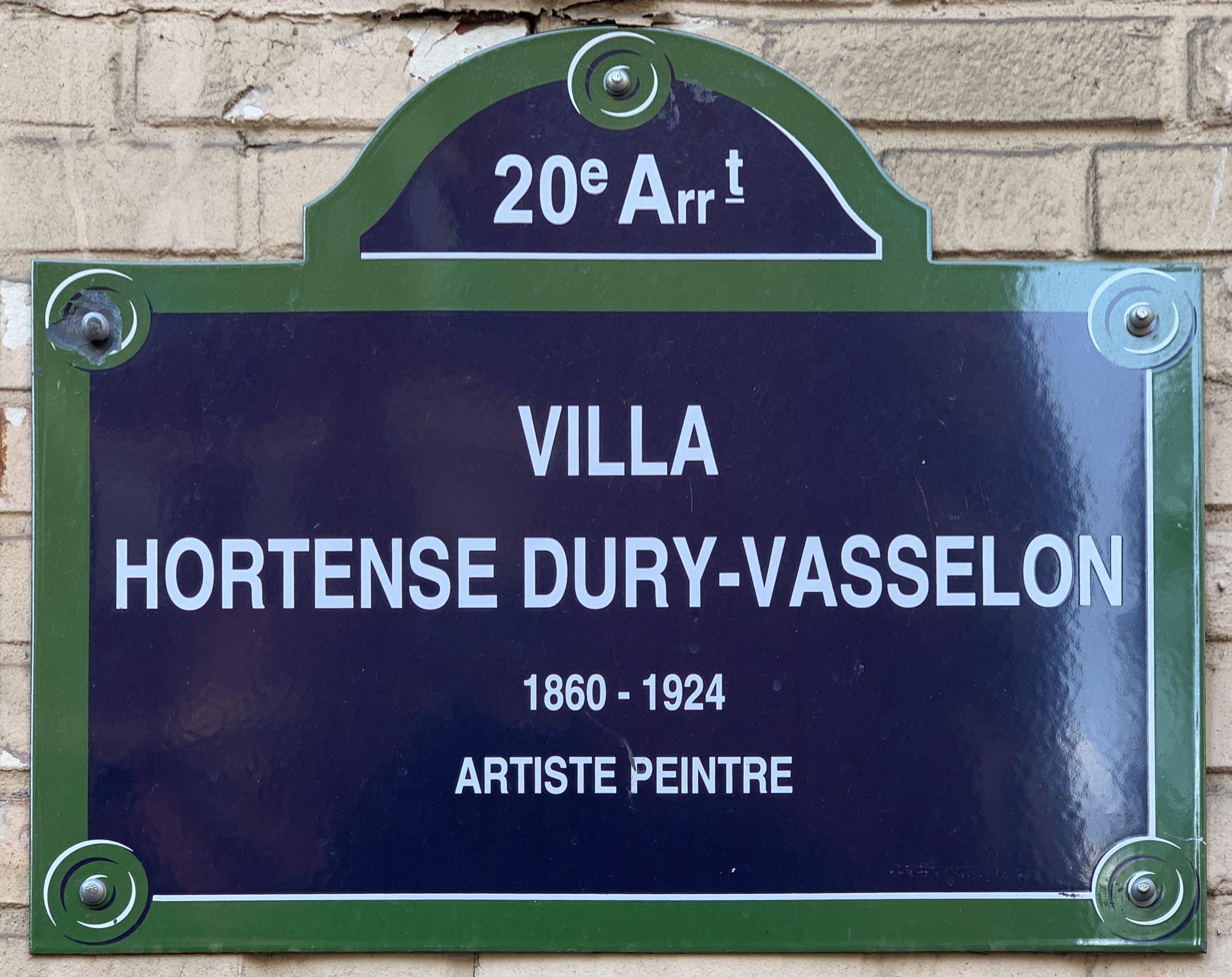
Targa nel 20° Arrondissement di Parigi che ricorda Hortense Dury-Vasselon